# 大野町 (北海道)
大野町（日语：／ Ōno chō */?）是過去位於北海道渡島支廳中部的城鎮，為北海道最早栽種水稻的地方；已於2006年2月1日與上磯町合併為北斗市。
町名的由來有以下幾種說法：
- 過去這裡是寬闊的平原。
- 移民至此的開墾者的故鄉第名。
- 阿伊努語的「onne」，意思是廣大的地方。

## 歷史
- 1600年代：松前藩藩主指示在文月地區進行稻作的試耕，並在1692年的文獻上記載有「產米十袋」的紀錄，成為北海道最早的稻作生產紀錄。[1]
- 1900年7月1日：龜田郡大野村、本鄉村、市渡村、文月村、千代田村、一本木村合併為大野村，成為北海道一級村。 [2]
- 1957年1月1日：改制為大野町。
- 2006年2月1日：和上磯町合併為北斗市。

## 交通

### 鐵路
- 北海道旅客鐵道
  - 函館本線：渡島大野車站

### 道路
| 高速道路 - 函館江差自動車道：大野交流道 一般國道 - 國道227號 | 主要地方道 - 北海道道96號上磯峠下線 道道 - 北海道道262號渡島大野停車場線 - 北海道道676號七飯大野線 - 北海道道756號大野上磯線 - 北海道道969號大野大中山線 |

### 巴士
- 函館巴士

## 觀光景點

### 觀光
- 佐佐木観光鳶尾花園
- 北海道水田發祥之地碑
- 八郎沼公園
- 匠之森公園

## 教育

### 高等學校
- 道立北海道大野農業高等學校（页面存档备份，存于）

### 中學校
- 大野町立大野中學校（页面存档备份，存于）

### 小學校
| - 大野町立市渡小學校 - 大野町立大野小學校（页面存档备份，存于） | - 大野町立島川小學校 | - 大野町立萩野小學校 |

## 本地出身的名人
- 佐佐木明：高山滑雪選手
- 增澤末夫：前賽馬騎士
- 上田仁：東京交響樂團前常任指揮

## 外部連結
- （日語）上磯町、大野町合併協議會